# 同人女
同人女一词起源於日本，原指进行同人誌創作的女性群体，后因為進行同人創作的女性大多喜愛耽美类同人作品，所以现在这一词汇经常被误用为泛指创作与欣赏一切（而不仅限于同人）耽美文学与美术作品的女性，和腐文化重疊。

## 概述
同人女的創作範圍廣泛，不單是ACG，影視、文学甚至現實生活中的演員也是她們的創作對象。
多數人誤會「同人女」這一名詞的涵義，他們認爲這個群體中都是一些很容易滿足于惡趣味創作的女性，認爲她們的行爲不但褻瀆原作精神、扭曲原人物形象，而且向許多人錯誤展現了与事實不符的同性戀生存狀態。實際上同人女的創作範圍不只限制於同性戀題材，即使進行耽美創作与真正意義上的同性戀文學也有極爲分明的界限。同人女向外界所展示的，只是她們對原作/原人物的一些幻想，她們的創作中也灌注了她們自己的心血，但由於創作内容本身的特殊性，所以非同人女的人對她們的做法難以理解。正因爲如此，她們通常只与同為同人女的“圈中人”進行相關交流。但由於近年來耽美創作的規範化、高質量化，以及外界對同人女群體認識水平的提升等原因，她們正漸漸為外界所接受。
在使用中文地区，无论是香港、中國大陆还是台湾，同人女中还是多以年輕女性為主。但随互联网的发展，也可看到「年龄、辈分都不是问题」的趋势。

## 认同感
同人女是一个具有坚硬认同感的族群，这体现在语言的使用上，族群内部盛行特殊的同人女语法；认同感同样体现在对族群的贡献度，从各个网站的创作更新之速度也可见一斑。从另一个方面看，过强的族群内部认同感往往和对外一定程度的封闭相关，也影响到与部分同人女与普通大众的人际交流。相当数量的同人女以性虐恋等“恶趣味”自诩。

## 名詞解釋

### 同人男/耽美狼
除了同人女之外亦有男性進行同人創作，其中一部分也積極参與製作耽美類同人，族群內部稱之為同人男或耽美狼。由於對同人女一詞的誤解，同人男有時泛指喜歡同性戀題材（包括男同性戀和女同性戀，即百合的）的男性。
不少人誤將同人男等同於男同性戀，正如其將同人女和女同性戀畫上等號。同人男本身並非男同性戀，而只是耽美文學受眾中的男性成員。儘管人數不多，此部分成員組成結構亦如社會，包括異性戀者，雙性戀者以及同性戀者，或者其他族群。

## 外部連結
- 同人女研究所*（页面存档备份，存于）